# Agentes sanguíneos
Os agentes sanguíneos   são agentes pouco utilizados contra a população civil, o mais conhecido neste quesito é o DA e o Cloropicrina, É regularmente utilizado em operações militares, mas entrou em decaimento com a entrada dos agentes incapacitantes de ação neurotóxica como o BZ, São agentes que reagem com o sangue interferindo na oxigenação de órgãos do corpo, como o cérebro, por meio de reações químicas em enzimas presentes no sangue, agem também interferindo em outras funções, mas reagem envenenando o sangue, são agentes muito persistentes em ambientes fechados, tendem a reagir com compostos metálicos para formar complexos cristalinos, são na maioria gases em temperatura ambiente, a alta volatilidade é uma característica marcante nestes agentes, são venenos bastante tóxicos de ação bastante rápida, os agentes sanguíneos causam, em geral, interferência na oxigenação corporal, e por isso Fosgênio é considerado agente sanguíneo, Cloropicrina é também um agente sanguíneo, agentes pulmonares são agentes sanguíneos. São muito utilizados como agentes dedetizam-te contra pragas como cupins. São pouco utilizados em operações militares hoje em dia, mas já foi muito empregado. Os mais utilizados são o Cianeto de hidrogênio e Fosgênio que possui uma ação fatal rápida, os agentes sanguíneos utilizados contra a população civil são o Cloropicrina, Bromopicrina e Difenilcloroarsina. Agentes sanguíneos possuem efeitos similares aos agentes de atordoamento, porém, são muito mais tóxicos.

## Propriedades físicas em geral
São na maioria gases ou líquidos incolores ou brancos em temperatura ambiente, todos possuem algum tipo de cheiro marcante que na maioria são relacionados a amêndoas e de aspecto desagradável, são agentes químicos de alta afinidade por íons metálicos. Os cianetos reagem com ferro para formar um complexo cianeto. São bastante voláteis e em temperatura ambiente os que não são gases tendem emitir fumos e a sublimar, os que são sólidos quando aquecidos também sublimam. Possuem em geral um ponto de ebulição e sublimação baixas e um ponto de fusão variado. A maior parte dos agentes tende a ter diferentes tipos de solventes. Os compostos de Cianeto são facilmente oxidados com Ácido nítrico, absorvem a umidade com o tempo para formar derivados da Oxamida. São agentes químicos que são disseminados de forma mais fácil e tendem a penetrar de forma implacável os locais de mais difícil acesso em questões de minutos ou horas, quando aquecidos formam polímeros, grande parte é utilizada para a manufatura de polímeros, em ambientes abertos são péssimos agentes de guerra, e são apenas usados em ambientes fechados com uma ótima estabilidade e duração de vida.

## Proteção
Utilizar roupas totalmente impermeáveis, nunca se deve utilizar roupas como algodão, comumente se utiliza polímeros flexíveis, mas que não sejam como tecidos a fio e similares, em geral utilizar sua própria fonte de oxigênio, sempre ter um ventilador ou exaustor para a saída de ar e ter um local ventilado, não se deve manuseá-los em locais com muito calor ou com fontes combustíveis ou em combustão. Contra gases a base de Cianeto se adiciona Sais nos filtros da mascara como permanganato de potássio, tiossulfato de magnésio ou um agente absorvente como Carvão ativado, Não utilizar trajes de proteção a fio, pois os gases de ação sanguínea tendem a penetrar de forma rápida e implacável sobre a fibra, sempre utilize polímeros sintéticos, mas que não sejam a fio, o material do traje tende ser um plástico inerte geralmente a 100% de polietileno de alta densidade laminado. Os melhores trajes de proteção são da Dupont. Utiliza-se então traje de Nível A ou B contra estes agentes. Não utilizar trajes ou mascaras metálicas, pois os gases tendem a reagir com o metal dela, não se devem utilizar aparelhos metálicos ou com metais a mostra, utilize plásticos para protegê-los, sempre deixar em locais os produtos para descontaminação como enxofre, fortes bases e fracas bases, os antídotos como tiossulfato de sódio, nitrito de sódio, Dimercaprol, Oxigênio hospitalar, Antitússicos, Codeína, Edetato de dicobalto, anti- histamínicos Beclometasona, Hidroxocabolamina. Produtos de descontaminação como Bases fortes, fracas, enxofre, terra não contaminada, carvão e etc.

## Descontaminação
Na maioria se decompõe em compostos tóxicos ou até mais tóxicos, melhor maneira para neutraliza-los é pela sua combustão, a outros meios como jogar sais de ferro e metais, carbonato de sódio, Hidróxido de sódio, Hidróxido de potássio e principalmente enxofre, a reação entre o Carbonato de sódio e Sais de ferro ou metálicos causam sais também tóxicos, menos com o enxofre que ocasiona em um agente de baixa toxicidade, a métodos de diminuir a toxicidade por meio a oxidação dos compostos, sendo assim, quando entrar no sangue irá oxigenar ao mesmo tempo em que reage tirando a oxigenação, mas é um método na pratica falho para a maioria dos agentes, mas, age inibindo em grande parte a toxidade do Cianeto de hidrogênio ao oxigena-los para Cianatos. Os compostos em geral são facilmente expulsos dos locais por forte ventilação do local, uma lavagem com água normal é um ótimo meio de descontaminação, joga-se terra enquanto lava-se com água para impregnar agentes químicos e decompô-los. Lava-se as roupas contaminadas com sais básicos e com direta lavagem, geralmente o processo de lavagem é três etapas, a primeira etapa consiste em colocar a roupa contaminada em uma solução básica, logo depois de um tempo acrescentar pequenas quantidades de enxofre na solução, esperar o material até ser dissolvido e não dissolver mais e depois lavar jogar a solução fora e lavar com água corrente por vários períodos de tempo.

## Tratamento
Comumente retirar a pessoa do local da exposição e dar oxigenação, dependendo do agente se difere o antidoto, para Cianeto de hidrogênio e cianogênios se ingere Hidroxocabolamina, Edetato de dicobalto (com açúcar ou glicose) ou Tiossulfato de sódio (50% de água em 50% do agente). Não se deve dar Edetato de dicobalto para crianças, pois é muito tóxico. Comumente se ingere tiossulfato de sódio com nitrito de sódio dissolvido em água para reagir com Cianeto, formando um Tiocianato, pouco tóxico. Antes de administrar estes antídotos deve-se dar oxigênio hospitalar já que este agente reage desoxigenando o corpo. Administrar antes e durante e o tratamento. O tratamento contra arsinas e derivados não existe, Dimercaprol é antidoto para arsina cloradas, mas não contra hidretos de arsina, deve-se então dar prioridade em oxigenação do paciente. Contra agentes corrosivos no pulmão deve-se dar um antitússico e um calmante a codeína é a mais indicada para isso. Administrar sedativos e oxigenação são necessários. Para acabar com o edema pulmonar e a asma administra-se Beclometasona. Os compostos de Cianeto tendem a reagir com os metais das roupas e por isso deve-se retirar logo depois da exposição os metais com ou sem coloração diferenciada, pessoas expostas ao agente tendem a possuir grandes quantidades do agente no corpo, como pele, cabelo, olhos e boca, para retira-los deve-se utilizar uma mistura de permanganato de potássio com água para oxidar os agentes (1 comprimido para cada 2 litros de água), ou lavar em água corrente com sabão caustico, sempre em água corrente pois o sabão caustico tende a reagir com o agente produzindo Sais de cianeto tóxicos, tanto o corpo como a pedra de são devem ser lavados para não impregnar os sais. O método novo para isso é passar enxofre no corpo para que o agente reaja e forma um princípio de Tiocianato que logo depois é lavado em água corrente com solução de Carbonato de sódio para neutralizar em grande parte a toxicidade do Tiocianato, se agentes de cianeto ficar no cabelo e no couro cabeludo deve-se lavar em imediato com muito shampoo para que o agente reaja primeiro com o Cocamido-propil de betaína e seja neutralizado logo depois pelo Lauriléter sulfato de sódio e lavado em água corrente.  Em contato com os olhos deve-se lavar em água corrente com solução fracas de Hidróxido de zinco, alumínio e ferro. Fosgênio possui um método de tratamento similar.

## Sintomas de exposição
Os sintomas mais comuns são irritações nos olhos e no trato respiratório, enjoo, sono, dor de cabeça e cansaço. Agentes de sangue causam irritação e náuseas rapidamente quando exposto por inalação ou absorção o que ajuda muito na identificação do problema, agentes de pulmonares causam sufocamento rapidamente depois da exposição ao gás. Leve exposição causa irritação no trato respiratório e nos olhos (Lacrimejamento), náusea, cansaço, desconforto e dores abdominais. A respiração fica cheirando estranho como a amêndoa, mofo e alvejante, visão turva, dores de cabeça, tosse, produção de fluídos pulmonares, leve sensação de cansaço. Exposição moderada causa tosse, sufocamento, lacrimejamento, forte cansaço, convulsões moderadas, dificuldade para se locomover, pupilas dilatadas, avermelhadas, visão turva e leve para mediana cegueira ou cegueira não permanente. Forte exposição causa em travamento da respiração (forte sufocamento), irritação na pele, alergia, bolhas pela pele, a roupa fica a cheirar a mofo, amêndoas, alho e similares (cheira ao agente em que se é exposto), coloração azul da pele, mudança de cor no sangue e talvez na urina, os olhos ficam vermelhos e a uma forte sensação de exposição de agentes de atordoamento, convulsões fortes, rigidez muscular, paralisia respiratória, morte ou sequelas, fortes dores de cabeça, choques cardíacos, parada respiratória, parada cardíaca, coma, convulsões, hemólise, cegueira permanente, edema pulmonar, afogamento pelos próprios fluídos. Todos os agentes quando inalados tendem a causar irritação.

## Disseminação
Em geral são disseminados por compartimentos presos a explosivos como TNT, Nitroglicerina por meio da explosão destes, granadas pirotécnicas como Nitrato de potássio/Açúcar e propelentes diversos , aquecedores químicos e elétricos, pulverizadores por pressão e vácuo, umidificadores e são dissolvidos em Hidrocarbonetos halogenados como o Clorometano, Diclorometano, clorofórmio e Tetracloreto de carbono, em hidrocarbonetos como a mistura GLP, Pentanos, Hexanos e etc. Em operações militares não se utiliza solventes, pois são na maioria gases e são facilmente disseminados, utiliza-se alguns solventes para diminuir o ponto de ebulição, utiliza-se misturas de agentes sanguíneos como Cianeto de hidrogênio e Cloreto de cianogênio (50%/50%), Cianogênio e Brometo de cianogênio dando origem a um liquido volátil (10% de CC e 90% BC), uma mistura Arsina com Amônia (50% AS/50% NH), Arsina e Vinil Arsina (20% As/80% VS), mistura de Cianogênios halogenados com Tetracloreto de carbono, constituído calculadamente por 30% de CK, 50% Tetracloreto de carbono, 10% ou resto em BC e 5% Fluoreto de cianogênio (FC é opcional) e 5% de Iodeto de cianogênio (IC), uma mistura similar a Green Cross, constituída principalmente de 50% de Fosgênio,  20% cloro e 30% de  Cloropicrina, Cloronitrus, uma mistura de 30% Cianeto de cloro e 20% Cloropicrina e de 50% de N-(diclorometilideno)O-cloroetilamina (Nitrus), uma mistura de 25% de Hidrazina, 20% Arsina, 10% Vinilarsina, 10% Tripropilarsina e 30% de Cianogênio e 5% Tetracloreto de carbono. Utilizam-se dutos de ar ou correntes de ar para uma rápida e maior disseminação dos agentes. Agentes sanguíneos são utilizados por forças militares para algumas execuções, os agentes mais utilizados para esta finalidade são o Cianeto de hidrogênio, Fosgênio e Cloreto de cianogênio.

## Mecanismo de ação
Agem em geral interferindo na oxigenação de órgãos por meio da respiração do agente.

### Cianetos
Reagem formando uma ligação reversível com Fe+3 da enzima citocromo oxidase  formando um complexo cianeto inorgânico.

### Fosgênio
Reage com os alvéolos e as paredes capilares produzindo cloreto de hidrogênio e dióxido de carbono e em 24 horas os alvéolos estarão inundados com fluidos, fosgênio altera a permeabilidade dos capilares alveolares, isto causa um severo edema pulmonar, esta ação causa também interferência com a troca gasosa dentro dos pulmões, esta interferência acaba por causar em falta de oxigênio no sangue e na perda de fluidos causando diminuição da quantidade de plasma sem diminuição do número de hematias, o que resulta no aumento relativo de hematias. Verifica-se, assim, aumento da densidade, aumento da viscosidade, aumento dos eritrócitos e aumento das proteínas, a falta de oxigênio causa problemas como cansaço, fraqueza e problemas cardíacos, estes efeitos causam um sério comprometimento do Epitélio brônquico.

### Hidretos de fósforo, arsênio e antimônio
Reage rompendo as hemácias causando hemólise.

### Carbonilas
Reagem com o Fe+3 da enzima citocromo oxidase 